# Mariotti (famiglia)
I Mariotti o Mariottini sono una nobile famiglia marchigiana originaria di Fano e Mondavio.
Diversi membri della famiglia Mariotti appartennero all'Ordine di San Maurizio e poi a quello dei Santi Maurizio e Lazzaro (ordini riuniti), nonché all'insigne di Santo Stefano.

## Storia
La famiglia patrizia fanese dei Mariotti affonda le sue origini nel territorio della città di Fano, tra l'XI e il XIV secolo. Audaci marinai, i Mariotti resero segnalati servigi alla fede cristiana, approdando, missionari, a lontani lidi contro i musulmani. Un Mario accompagnò in Terra santa il famoso Ugone della Berarda, ossia del Cassero, condottiero del manipolo fanese che partecipò alla Prima Crociata, e che al ritorno fece omaggio delle armi e dei trofei di guerra al Santuario di Santa Maria del Ponte Metauro.
Quando il ruggito del Leone di San Marco, offeso a Famagosta, segnalò il pericolo turco e mise in armi l'intera cristianità, il Capitano Girolamo Mariotti fu tra i prodi che si batterono vittoriosi a Lepanto. Un Alessandro fu anche "Nobile Lancia Spezzata" del Duca di Urbino.
La famiglia Mariotti si distinse altresì per intellettualità in jure. Ebbe Dottori rinomati «in ambo le leggi» e di essi è ricordato il dotto Marius Mariottus. Anche nelle belle arti i Mariotti si distinsero; ed un omonimo del suddetto Marius Mariottus fu orafo, cesellatore fine, che operò nel XVI secolo: famoso artista che la città di Sant'Angelo in Vado vuole suo concittadino, cavillando sulla denominazione di un podere del suo territorio. Costui apparteneva ad un ramo secondario fanese, che nel XIV secolo si trasferì in Urbino, di là a S. Angelo in Vado; indi penetrò nell'Umbria, conservando sempre il titolo comitale. Di esso trovasi memoria ad Umbertide, Città di Castello ed Arezzo.
Il ramo principale - quasi un secolo prima - passò a Mondavio, ove ebbe il Dominio di Cavaloto. I Conti di Cavaloto abbandonarono allora l'antico stemma, nel quale figurava una nave (imprese marinare) col cane in poppa (fedeltà), sostituendolo con altro che richiamasse il feudo posseduto, stemma conservato ed a tutt'oggi associato ai loro discendenti.
Verso il 1500, la famiglia dei Conti di Cavaloto ritornò a Fano. L'araldista Seta di Mondavio, in un suo discorso del 13 maggio 1629 attorno alla nobiltà che onorò Mondavio, fa speciale menzione della famiglia Mariotti, ponendola fra le più nobili. Ricorda che ebbe il Dominio di Cavaloto e come uno dei Mariotti (cosa rara a quei tempi) fosse Cavaliere dell'Ordine di Savoia (si interpreti di S. Maurizio). Enumerando poi il Seta le primarie nobili famiglie vissute in Mondavio, fra cui la sua, la Mariotti, la Negusanti, la Ricci, ecc., soggiunge che di esse alcune «sono bora estinte et alcune ridotte nelle prossime città, ove godono la stessa stima e grado di nobiltà». Anche il Cenni di Mondavio ricorda i Mariotti "Conti di Cavaloto".
Un cronista fanese del principio del XVIII secolo scrive: «... proverò che questa nobile famiglia Mariotti vivesse in Mondavio come una delle primarie e con molto decoro, e poi quale Fiume Meandro ritornasse al suo principio da dove era partito, tanto è a dire alla sua antica Patria di Fano».
Quel documento ed altri presenti presso l'Archivio Storico Comunale di Fano risalgono al Conte Giovanni (vivente al 1450) da cui derivò Mariotto (vivente nel 1480) padre di Girolamo, col quale la famiglia rifiorì a Fano. Infatti le Lettere Testimoniali del 1º agosto 1713 del Gonfaloniere e dei Priori della Città di Fano (attestazione rilasciata nella circostanza in cui Mario Mariotti aspirava al cavalierato di S. Stefano) menzionano sei generazioni, incominciando precisamente dal ricordato Conte Girolamo.
Il ramo principale dei Mariotti proseguì la propria storia famigliare a Fano, ricoprendo importanti incarichi all'interno della comunità cittadina. Nel 1816 Alessandro Mariotti si maritò con Teresa, sorella di Carlo Pepoli di Bologna, da cui deriva il ramo tutt'oggi esistente. Suo nipote, anch'egli chiamato Alessandro, nel 1907 fu eletto Sindaco di Fano, carica che ricoprì fino al 1920. Divenne successivamente deputato (1921) e senatore (1939).

### Lo Sposalizio della Vergine
Negli anni quaranta del XVII secolo i fratelli Andrea e Alessandro Mariotti commissionarono al Guercino la realizzazione di una pala d'altare da apporre nella cappella di famiglia che s'andava costruendo nella rinnovata Basilica di San Paterniano. Ne derivò lo Sposalizio della Vergine, una delle celebri opere del pittore centese.
Il dipinto rimase nella basilica fino al 1895, quando fu vittima di un breve tentativo di furto. Presto recuperato, il quadro da allora venne conservato nel palazzo dei Mariotti che provvidero a farne eseguire una copia, molto ben riuscita, dal pittore fanese Giusto Cespi per collocarla a San Paterniano nella propria cappella gentilizia. L'originale rimase di proprietà della famiglia Mariotti fino al 1969, quando fu acquisito dalla Fondazione Cassa di Risparmio di Fano.

## Albero genealogico
1. Conte Giovanni (vivente nel 1450)
  1. Mariotto (vivente nel 1480)
    1. Girolamo Mariotti (dei Nobili Consigliere nel 1534), sposa Battista Torelli da cui:
      1. Francesco Mariotti (Capitano Marittimo), sposa Barbarta d'Andrea Durante da cui:
        1. Alessandro Mariotti (Cavaliere dei SS. Maurizio e Lazzaro e Nobile Lancia Spezzata del Duca di Urbino), sposa Verginia Genga da cui:
          1. Mario Mariotti (?-1648)
          2. Girolamo Mariotti (?-1648) Consigliere nel 1625; Priore nel 1625 e nel 1636), sposa Barbara Sperandio da cui:
            1. Innocenzo Mariotti, canonico lateranense
            2. Andrea Mariotti
            3. Alessandro Mariotti (Cavaliere, Consigliere e Priore nel 1655; Gonfaloniere nel 1662 e nel 1684), sposa Violante Gisberti, Agnese Mastai e infine Elena De Cuppis, da cui:
              1. Mario (Consigliere nel 1695), sposa Diana Bambini Borgogelli, da cui:
                1. Alessandro (Cavaliere di S. Stefano nel 1714), sposa Felice Aquilani (1705-1748 ca.), da cui:
                  1. Francesco Mariotti, sposa Donna Costanza di Montevecchio, da cui:
                    1. Ludovico Mariotti
                    2. Alessandro Mariotti (1789-1867), sposa la contessa Teresa Pepoli (1794-?) da cui:
                      1. Girolamo Mariotti (1830-1878)
                      2. Francesco Mariotti (1821-1886), sposa Giulia Selvatici, da cui:
                        1. Alessandro Mariotti (1876-1952), sposa in prime nozze Eleonora Bracci (1881-1912) e in seconde nozze Maria Isotta Sforza (1896-1930), dalle quali:
                          1. Francesco Mariotti (1908-1980), sposa Annunziata Calza, da cui:
                            1. Eleonora Mariotti (1937-2010), maritata a Raul Contenti (1935-2010), da cui:
                              1. Barbara Contenti (1962-2002), da cui:
                                1. Andrea Contenti (1986)

                            2. Alessandro Mariotti (1939), da cui:
                              1. Lorenzo Mariotti (1973)

                            3. Giulia Mariotti (1942), maritata a Mario Esposito

                          2. Maria Teresa (1929-2008)

                        2. Carlo Mariotti (1877-1958)
                        3. Ugo Mariotti (1878-1960)

## Stemma
D'azzurro, al cavallo d'argento passante su campagna di verde (feudo) con in capo una stella d'oro di sei raggi (splendore di nobiltà).